# Algı Eke
Algı Eke (Istanbul, 16 settembre 1985) è un'attrice turca.

## Biografia
Nata nel 1985 a Istanbul (Turchia) da una famiglia originaria del comune di Artvin con discendenza georgiana, Algı Eke è figlia di genitori divorziati. Ha perso sua madre nell'estate del 2013. Dopo essersi diplomata presso la Cağaloğlu Anatolian High School, ha studiato lingua e letteratura tedesca presso l'Università di Istanbul e successivamente ha studiato critica teatrale e drammaturgia a Norimberga, in Germania.
Dopo essere tornata in Turchia, ha incontrato il regista Mustafa Şevki Doğan che l'ha poi scelta per interpretare il ruolo di Kısmet Kılıçparlar nella serie televisiva Baba Ocağı. Successivamente ha recitato in diverse serie tra cui Dürüye'nin Guğumleri, Keşanlı Ali Destanı e Annem Uyurken. È apparsa anche nel video musicale della canzone Yitirmeden del gruppo Pinhani. Ha interpretato il personaggio di Kıymet nel film Kedi Özledi, uscito il 20 dicembre 2013, accanto all'attore İlker Ayrık. Nel 2013 e nel 2014 ha interpretato il personaggio di Hülya Uçar nella serie Galip Derviş, versione turca della serie statunitense Detective Monk (Monk), per la quale ha anche scritto la sceneggiatura per sei episodi. Ha anche realizzato un programma Şişenin Dibi, insieme all'attore Celil Nalçakan sul sito netd.com e chiuso il 2 agosto 2013. Nel 2016 ha interpretato il ruolo di Zarife nella serie Hayat Sevince Güzel, seguita nel 2017 dal ruolo della dottoressa Elif Toprak nella serie İsimsizler. Nello stesso anno ha ricoperto il ruolo di Hasret nel film Inflame (Kaygı) diretto da Ceylan Özgün Özçelik. Nel 2020 ha vestito i panni di Günfer Öztürk nel film Nasipse Olur diretto da Selahattin Sancaklı.

## Vita privata
Dal 2017 al 2019 è stata sposata con il collega İnan Ulaş Torun.

## Filmografia

### Cinema
- Mazi Yarası, regia di Ersin Pertan (2009)
- Kedi Özledi, regia di Mustafa Şevki Doğan (2013)
- Guruldayan Kalpler, regia di Ömer Uğur (2015)
- Yok Artık!, regia di Caner Özyurtlu (2015)
- Inflame (Kaygı), regia di Ceylan Özgün Özçelik (2016)
- Kaçma Birader, regia di Defne Deliormanlı e Murat Kaman (2016)
- Kayseri Aslanı: Çin İşi, regia di Ali Demirel (2017)
- Cingöz Recai, regia di Onur Ünlü (2017)
- Sucu Kamil, regia di Caner Özyurtlu (2017)
- Nasipse Olur, regia di Selahattin Sancaklı (2020)
- Ali'nin Tabiati, regia di Levent Çetin (2021)
- Aynasız Haluk, regia di Bülent İşbilen (2022)
- Sil Baştan Kaynanam, regia di Raşit Çelikezer (2022)
- Yalanci Sahit, regia di Bilal Kalyoncu (2022)
- 3 Kağıtçılar, regia di Hakan Alak (2022)
- Ne Olacak Halim?, regia di Semra Dundar (2023)
- Mükemmel Aile, regia di Hakan Eser (2024)

### Televisione
- Kuzenlerim – serie TV, 3 episodi (2002)
- Senden Başka – serie TV, 3 episodi (2007)
- Kavak Yelleri – serie TV, 1 episodio (2007)
- Baba Ocağı – serie TV, 52 episodi (2008-2009)
- Dürüye'nin Güğümleri – serie TV, 2 episodi (2010)
- Keşanlı Ali Destanı – serie TV, 20 episodi (2011)
- Annem Uyurken – serie TV, 8 episodi (2012)
- Galip Derviş – serie TV, 56 episodi (2013-2014)
- Ayrılsak da Beraberiz – serie TV, 3 episodi (2015)
- Hayat Sevince Güzel – serie TV, 15 episodi (2016)
- İsimsizler – serie TV, 9 episodi (2017)
- Ask Masali, regia di Eray Koçak e Alicango – film TV (2018)
- O Yakıcı Bakışlar – serie TV (2019-2021)
- Hizmetçiler – serie TV, 3 episodi (2020)
- Acans – serie TV, 10 episodi (2021)

## Riconoscimenti
- International Symbolic Art Film Festival
  - 2021: Vincitrice come Miglior attrice per il film Ali'nin Tabiati
  - 2022: Vincitrice come Miglior attrice per il film Ali'nin Tabiati
- Pantene Golden Butterfly Awards
  - 2021: Candidata come Miglior attrice in una serie comica per Acans
  - 2022: Candidata come Miglior attrice in una serie comica per Acans
- Sadri Alisik Theatre and Cinema Awards
  - 2014: Vincitrice come Miglior interpretazione di un'attrice in un film per Kedi Özledi[27]
  - 2016: Vincitrice come Miglior interpretazione di un'attrice in un film per Guruldayan Kalpler[28]
  - 2018: Candidata come Miglior interpretazione di un'attrice in un film drammatico per Inflame (Kaygı)
- Turkish Film Critics Association (SIYAD) Awards
  - 2015: Candidata come Miglior attrice per il film Guruldayan Kalpler
  - 2017: Candidata come Miglior attrice per il film Inflame (Kaygı)